# Thérapie innovante (désignation de la FDA)
Une thérapie innovante, de l'anglais breakthrough therapy, est un statut prioritaire accordé par la Food and Drug Administration américaine à un produit médicamenteux en cours de validation et de nature à procurer une avancée thérapeutique décisive,. Cette désignation, créée en 2012, ne signifie pas que le médicament est véritablement innovant, ni même que son efficacité est prouvée ; elle signifie seulement que le médicament est assez prometteur pour qu'il lui soit donné priorité en ce qui concerne les procédures d'examen et d'autorisation. Pour qu'un traitement potentiel obtienne ce statut, il faut que des essais cliniques préliminaires aient montré qu'il pouvait avoir des avantages thérapeutiques substantiels par rapport aux options existantes pour les patients atteints de maladies graves ou potentiellement mortelles,.

## Exigences
Une désignation de thérapie innovante peut être attribuée à un médicament s'« il s'agit d'un médicament destiné à être utilisé seul ou en association avec un ou plusieurs autres médicaments pour traiter une maladie ou un trouble grave ou mettant la vie en danger et si les preuves cliniques préliminaires indiquent que le médicament peut démontrer une amélioration substantielle par rapport aux traitements existants sur un ou plusieurs critères d'effet cliniquement significatifs, tels que des effets thérapeutiques substantiels observés au début du développement clinique. »
Les demandes sont examinées par le Centre d'évaluation et de recherche des médicaments (CDER) et par le Centre d'évaluation et de recherche des produits biologiques (CBER). Le CDER reçoit approximativement 100 demandes par an pour une désignation de thérapie innovante. Historiquement, environ un tiers ont été approuvés. Le CBER reçoit entre 15 et 30 demandes par an. Les promoteurs doivent demander ce statut séparément pour chaque indication pour laquelle ils ont l'intention de proposer le médicament.

## Avantages
Les médicaments ayant obtenu ce statut sont examinés en priorité. La FDA collabore avec le promoteur de la demande de médicament pour accélérer le processus d’approbation. Ce processus accéléré peut inclure des rolling reviews, des essais cliniques plus petits et des protocoles de tests alternatifs.

## Critiques
Le nom de cette désignation est parfois critiqué, car il serait trompeur en fournissant aux entreprises qui l'obtiennent pour un médicament un avantage compétitif qui pourrait s'avérer immérité, Les directives de la FDA indiquent : « Il n’est pas prouvé que tous les produits désignés comme thérapies innovantes présentent une amélioration substantielle par rapport aux thérapies disponibles suggérées par les preuves cliniques préliminaires au moment de la désignation. Si la désignation n’est plus étayée par des données ultérieures, La FDA peut annuler la désignation. »